# Fortunio Bonanova
José Luis o Josep Lluís Moll Esteva, más conocido por su nombre artístico de Fortunio Bonanova (Palma de Mallorca, islas Baleares, 13 de enero de 1895-Woodland Hills, Los Ángeles, California, 2 de abril de 1969), fue un actor de cine y teatro, barítono, productor, bailarín, dramaturgo y novelista español que trabajó principalmente en los Estados Unidos.

## Biografía
Fue hijo único de una familia de clase media y pronto se quedó huérfano de padre. A los dieciocho años abandonó la tutela materna. Su primera vocación fue la musical. Estudió canto en el Conservatorio de Música de Madrid y luego completó estudios en París, aunque también estudió en Italia preparándose con el maestro Mattia Battistini; después debutó como barítono en zarzuelas y óperas. Estuvo en la compañía barcelonesa de Amadeo Vives, con la que hizo giras por América; pero en una de ellas se separó y formó compañía propia con la cantante cubano-estadounidense Pilar Arcos, la que sería su esposa. Sus primeros tiempos fueron sin embargo algo oscuros; Luis Fábregas afirmó que fue telegrafista; el actor, sin embargo, dijo que estudió Filosofía y letras y Derecho. Sí es cierto que militó en la vanguardia del ultraísmo, pues firmó el Manifiesto Ultra en 1921 al lado de Joan Alomar, Jorge Luis Borges, Ernest Maria Dethorey, Jacob Sureda y otros.
En el cine empezó con Don Juan Tenorio (1922), dirigido por Ricardo de Baños y escrito por este junto a su hermano Ramón desde la obra teatral (1844) de José Zorrilla. Otra película de importancia fue Poderoso caballero... (1935), de Max Nosseck. Según declaró en 1935 al periodista Florentino Hernández Girbal en la revista Cinegramas:
«Marché a México. Allí hice una película muda, claro es, porque entonces aún no había llegado el sonoro, y aprovechando la proximidad, entré en Estados Unidos, satisfaciendo así mis deseos de visitar y trabajar en Norteamérica. (...) Tuve suerte. Organicé una compañía de zarzuela española, y con ella recorrí, durante tres años, todos los estados, haciendo el repertorio de nuestros músicos más populares. Tan bien fue la cosa, que al llegar a Nueva York me contrató la Columbia Company para impresionar discos. (...) Luego canté en la National Broadcasting Corporation, una de las estaciones de radio más importantes del mundo. Esto me valió al poco tiempo un contrato. Gilbert Miller, que preparaba en el Teatro Empire, de Broadway, el estreno del drama moderno Sex appeal, con la eminente actriz Katherine Cornell, me ofreció un papel de extranjero, y acepté. La obra fue un éxito grande; se representó durante cincuenta semanas, y desde allí se me abrieron las puertas de Hollywood.»
Bonanova se incorporó a los montajes de empresarios teatrales como David Belasco y rodó en Estados Unidos no solo las versiones habladas en castellano de los títulos norteamericanos para hispanohablantes, sino en inglés. Por ejemplo, fue Matisti, el profesor de canto de Ciudadano Kane (Citizen Kane, 1941) de Orson Welles, y también trabajó para John Ford, Sam Wood, Henry King, Otto Preminger... y Billy Wilder (con este filmó Cinco tumbas al Cairo y Perdición). Su fama le hizo ser nombrado Spanish Sensation of Hollywood en 1928. Allí se casó con Margaret Pierce, de la que tuvo una hija, Risa. En su lengua materna actuó en las películas El capitán Tormenta (1936), de John Reinhardt, El carnaval del diablo (1936), de Crane Wilbur y La Inmaculada (1936), de Louis Gasnier, entre otras. Regresó al cine español en 1962 rodando varias secuencias del filme de misterio La muerte silba un blues de Jesús Franco. Pero volvió a Los Ángeles, donde dirigía con su esposa una academia de bel canto, y allí falleció el 2 de abril de 1969. Participó en unas ochenta películas y en numerosos telefilmes.

Guillermo Cabrera Infante lo considera el mejor actor secundario de la historia del cine y le consagró un capítulo entero de su ensayo Cine o sardina.

## Filmografía
Como actor

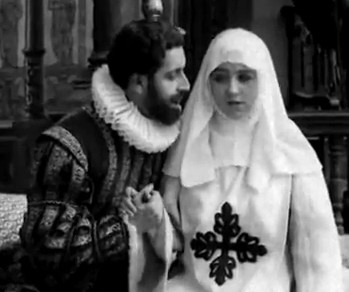
Con Inocencia Alcubierre, en un fotograma de la película de 1922 Don Juan Tenorio, dirigida por Ricardo de Baños.

- 1922: Don Juan Tenorio, de Ricardo de Baños
- 1924: Don Juan
- 1928: Las cuatro plumas
- 1929: Pacto con el Diablo (o el socio, Mr. Davis)
- 1932: Careless Lady: Rodríguez
- 1932: A Successful Calamity: Pietro Rafaelo, el pianista
- 1934: El desaparecido: Reportero
- 1935: Poderoso caballero, de Max Nosseck
- 1936: El castigador castigado
- 1936: El capitán Tormenta: Capitán Bill
- 1936: El carnaval del diablo
- 1938: Romance in the Dark: Tenor
- 1938: Tropic Holiday: Barrera
- 1938: Bulldog Drummond in Africa: cabo de la policía africana
- 1939: La Inmaculada
- 1940: I Was an Adventuress: director de orquesta
- 1940: Down Argentine Way: gerente de hotel
- 1940: The Mark of Zorro: centinela
- 1941: That Night in Rio: Pereira, el camarero
- 1941: They Met in Argentina: Pedro, el herrero del rancho
- 1941: Citizen Kane: Signor Matiste
- 1941: Blood and Sand: Pedro Espinosa
- 1941: Moon Over Miami: Mr. Pretto, el gerente del hotel
- 1941: Unfinished Business: empresario
- 1941: Two Latins from Manhattan: Armando Rivero
- 1941: A Yank in the RAF: Louis, camarero en el Regency
- 1942: Four Jacks and a Jill: Mike, dueño de club nocturno
- 1942: Mr. and Mrs. North: Buano
- 1942: Call Out the Marines: cocinero
- 1942: Obliging Young Lady: cocinero (no acreditado)
- 1942: Sing Your Worries Away: Gaston, jefe de camareros (no acreditado)
- 1942: Larceny, Inc.: Anton Copoulos, barbero
- 1942: Girl Trouble: Simón Córdoba
- 1942: The Black Swan: Don Miguel
- 1943: Hello Frisco, Hello: cantante de ópera (no acreditado)
- 1943: Five Graves to Cairo: General Sebastiano
- 1943: Dixie: Camarero
- 1943: For Whom the Bell Tolls: Fernando
- 1943: The Song of Bernadette: Príncipe imperial Louis (no acreditado)
- 1944: The Sultan's Daughter: Kuda
- 1944: Ali Baba and the Forty Thieves: Viejo Babá
- 1944: My Best Gal: Charlie
- 1944: Going My Way: Tomaso Bozanni
- 1944: Double Indemnity: Sam Garlopis
- 1944: Mrs. Parkington, de Tay Garnett: Signor Cellini
- 1944: Brasil: Señor Renato Da Silva
- 1945: Where Do We Go from Here?: Cristóbal Colón
- 1945: La pícara Susana
- 1945: A Bell for Adano: Jefe de policía Gargano
- 1945: Man Alive: Prof. Zorado
- 1945: Hit the Hay: Mario Alvini
- 1945: The Red Dragon: Insp. Luis Carvero
- 1945: The Sailor Takes a Wife: Telephone Man
- 1946: Pepita Jiménez, de Emilio Fernández
- 1946: Monsieur Beaucaire: Don Carlos
- 1947: Fiesta, de Richard Thorpe: Antonio Morales
- 1947: La diosa arrodillada: Nacho Gutiérrez
- 1947: The Fugitive, de John Ford y Emilio Fernández, no acreditado: El primo del gobernador
- 1947: Rose of Santa Rosa: Don Manuel Ortega
- 1948: Romance on the High Seas, de Michael Curtiz y Busby Berkeley: Plinio
- 1948: Angel on the Amazon: Sebastián Ortega
- 1948: Adventures of Don Juan: Don Serafino
- 1949: Bad Men of Tombstone: Mingo
- 1949: Whirlpool, de Otto Preminger: Feruccio di Ravallo
- 1950: Nancy Goes to Rio: Ricardo Domingos
- 1950: September Affair, de William Dieterle: Grazzi
- 1951: Havana Rose: Embajador DeMarco
- 1953: Thunder Bay: Sherif Antoine Chighizola
- 1953: The Moon Is Blue, de Otto Preminger: Artista de televisión
- 1953: So This Is Love: Dr. Marafioti
- 1953: Second Chance, de Rudolph Maté: Mandy
- 1953: Conquest of Cochise, de William Castle: Ministro mexicano
- 1953: Die Jungfrau auf dem Dach, de Otto Preminger: TV Ansager
- 1955: New York Confidential: Senor
- 1955: Kiss Me Deadly: Carmen Trivago
- 1956: Jaguar: Francisco Servente
- 1957: An Affair to Remember: Courbet
- 1958: The Saga of Hemp Brown: Serge Bolanos
- 1959: Thunder in the Sun: Fernando Christophe
- 1963: The Running Man, de Carol Reed: Director de una sucursal bancaria en España
- 1964: La muerte silba un blues, de Jesús Franco: Comisario Fenton

Como productor
- 1939: La Inmaculada

Como realizador
- 1924: Don Juan
- 1928: Las cuatro plumas
- 1929: Pacto con el Diablo (o el socio, Mr. Davis)